# العلاقات الكيريباتية الليسوتوية
العلاقات الكيريباتية الليسوتوية هي العلاقات الثنائية التي تجمع بين كيريباتي وليسوتو.

## مقارنة بين البلدين
هذه مقارنة عامة ومرجعية للدولتين:
| وجه المقارنة                                              | كيريباتي                        | ليسوتو                      |
| --------------------------------------------------------- | ------------------------------- | --------------------------- |
| المساحة (كم2)                                             | 811                             | 32.96 ألف                   |
| عدد السكان (نسمة)                                         | 116.40 ألف                      | 2.23 مليون                  |
| الكثافة السكانية (ن./كم²)                                 | 14.35 ألف                       | 67.66                       |
| العاصمة                                                   | جنوب تاراوا                     | ماسيرو                      |
| اللغة الرسمية                                             | لغة إنجليزية، اللغة الكيريباتية | لغة إنجليزية، اللغة السوتية |
| العملة                                                    | دولار كريباتي، دولار أسترالي    | لوتي ليسوتو                 |
| الناتج المحلي الإجمالي (بليون دولار)                      | 196.15 مليون                    | 2.64 مليار                  |
| الناتج المحلي الإجمالي (تعادل القوة الشرائية) بليون دولار | 224.26 مليون                    | 6.30 مليار                  |
| الناتج المحلي الإجمالي الاسمي للفرد دولار أمريكي          | 1.42 ألف                        | 1.07 ألف                    |
| الناتج المحلي الإجمالي للفرد دولار أمريكي                 | 1.81 ألف                        | 2.64 ألف                    |
| مؤشر التنمية البشرية                                      | 0.590                           | 0.497                       |
| رمز المكالمات الدولي                                      | +686                            | +266                        |
| رمز الإنترنت                                              | .ki                             | .ls                         |
| المنطقة الزمنية                                           |                                 | ت ع م+02:00                 |

## منظمات دولية مشتركة
يشترك البلدان في عضوية مجموعة من المنظمات الدولية، منها:
| علم المنظمة | اسم المنظمة                                 | تاريخ انضمام كيريباتي | تاريخ انضمام ليسوتو |
| ----------- | ------------------------------------------- | --------------------- | ------------------- |
|             | منظمة حظر الأسلحة الكيميائية                | ?                     | ?                   |
|             | البنك الدولي للإنشاء والتعمير               | 29 سبتمبر 1986        | 25 يوليو 1968       |
|             | الأمم المتحدة                               | 14 سبتمبر 1999        | 17 أكتوبر 1966      |
|             | مجموعة دول أفريقيا والكاريبي والمحيط الهادئ | ?                     | ?                   |
|             | يونسكو                                      | 24 أكتوبر 1989        | 29 سبتمبر 1967      |
|             | مؤسسة التنمية الدولية                       | 2 أكتوبر 1986         | 19 سبتمبر 1968      |
|             | مؤسسة التمويل الدولية                       | 2 أكتوبر 1986         | 29 سبتمبر 1972      |
|             | الاتحاد البريدي العالمي                     | ?                     | ?                   |
|             | دول الكومنولث                               | ?                     | 1966                |
|             | الاتحاد الدولي للاتصالات                    | 3 نوفمبر 1986         | 26 مايو 1967        |

## وصلات خارجية
- موقع وزارة الخارجية الليسوتوية